# Torquigener perlevis
Torquigener perlevis es una especie de peces de la familia Tetraodontidae en el orden de los Tetraodontiformes.

## Morfología
Los machos pueden llegar alcanzar los 20 cm de longitud total.

## Hábitat
Es un pez de mar de clima tropical y demersal que vive hasta los 53 m de profundidad.

## Distribución geográfica
Se encuentra al este de Australia.

## Observaciones
Es inofensivo para los humanos.